# Diósd
Diósd [ˈdɪo:ʃd] (deutsch Orasch) ist eine ungarische Stadt im Kreis Érd im Komitat Pest. 2,8 Prozent der Bewohner gehören zur Volksgruppe der Ungarndeutschen.

## Geografische Lage
Diósd liegt 13 Kilometer südwestlich des Zentrums der Hauptstadt Budapest, 4 Kilometer nordöstlich der Kreisstadt Érd und grenzt an den XXII. Bezirk von Budapest.

## Geschichte
Der deutsche Name der Gemeinde ist nicht nur der jahrhundertelangen gemeinsamen Geschichte von Österreich und Ungarn zu verdanken, sondern geht auch darauf zurück, dass die Ortschaft eine schwäbische Siedlung ist. Orasch wird erstmals in der Zeit des Königs Sigismund erwähnt, samt der Burg, die schriftlich schon 1417 erschien.

## Sehenswürdigkeiten
Diósd hat sehr viele schöne alte Bauernhäuser aus der Zeit der Donauschwaben und ein Museum für Radio und Fernsehen.

## Städtepartnerschaften
Es bestehen folgende sechs Städtepartnerschaften:
- Alsbach-Hähnlein, Hessen, seit 1989
- Brâncoveneşti, Rumänien, seit 2006
- Cieszanów, Polen, seit 2004
- Keť, Slowakei, seit 2016
- Lubaczów, Polen, seit 2011
- Welyki Hejiwzi (Великі Геївці), Ukraine, seit 2014

## Verkehr
Diósd ist mit der Hauptstadt durch die Bahn und das zwischenörtliche Bussystem verbunden. Die Autobahn M7 und die Schnellstraße M0 liegen ganz in der Nähe, ebenso verläuft die Hauptstraße Nr. 7 durch die Stadt.